# Reggae Night
Reggae Night è una canzone del cantante giamaicano Jimmy Cliff, pubblicata come singolo nel 1983 dalla Columbia Records in Nord America e dalla CBS Records in Europa.

## Tracce
1. "Reggae Night" (3:58)
2. "Reggae Night (instrumental)" (3:58)

## Cover
La canzone è stata oggetto di numerose cover. Tra queste, si ricordano quella da parte di La Toya Jackson, coautrice, contenuta nell'album No Relations, e la versione dei Beat System. Inoltre, Cheb Tarik nel suo album di debutto ha inserito due versioni del brano, rispettivamente in arabo e in francese.

## Classifiche

### Settimanali
| Classifica (1983–1984)         | Posizione massima |
| ------------------------------ | ----------------- |
| Belgium (VRT Top 30 Flanders)  | 4                 |
| France (IFOP)                  | 2                 |
| Italy (FIMI)                   | 8                 |
| South Africa (Springbok Radio) | 2                 |
| US Billboard Hot Black Singles | 89                |

### Fine anno
| Classifica (1984)              | Posizione massima |
| ------------------------------ | ----------------- |
| Belgium (Ultratop 50 Flanders) | 91                |
| France (IFOP)                  | 11                |
| Italy (FIMI)                   | 44                |